# دوري جرينلاند لكرة القدم 1996
دوري جرينلاند لكرة القدم 1996 هو موسم من دوري جرينلاند لكرة القدم. فاز فيه Boldklubben af 1967 ‏.